# Jaishi (Esvanetia)
Jaishi (en georgiano y esvano: ნაკრა) es un pueblo de Georgia ubicada en el noreste de la región de Mingrelia-Alta Esvanetia, siendo parte del municipio de Mestia.

## Geografía
Jaishi se encuentra en la margen izquierda del río Enguri, aproximadamente a 44 km al suroeste de Mestia. 

## Historia
Unas diez familias vivieron en el pueblo hasta los años 1950. Debido al gran bosque que rodea el pueblo y a la favorable ubicación del asentamiento, durante este período se abrió aquí la silvicultura y la ganadería. Estas circunstancias contribuyeron al mayor desarrollo del pueblo con el tiempo.
En 2011, se entregaron 1.536 hectáreas de terreno a la empresa Transelectrica por 1 dólar para la construcción de la central hidroeléctrica de Judoni, con una capacidad de 650 MW y que amenazó con inundaciones que afectarían a 250 familias. Este hecho provocó un fuerte descontento entre los ecologistas y la población local.

## Demografía
La evolución demográfica de Jaishi entre 2002 y 2014 fue la siguiente:
| 554                                             | 174 |
| (Fuente: Population of Georgia in Soviet times) |     |

Según el censo de 2014, los georgianos (esvanos) constituían el 98,9% de la población.

## Economía
Las principales ramas de la economía rural son el comercio y la agricultura. Funcionan unos pocos aserraderos, pero su participación en la economía es insignificante. 

## Infraestructura

### Transporte
Jaishi está en la carretera que conecta Zugdidi y Mestia. 